# 天堂鸟 (游戏)
《天堂鸟》（又译作）是一款由南梦宫公司于1985年制作的街机游戏。游戏运行于南梦宫Pac-Land硬件。游戏后移植至FC游戏机。
游戏是一个2D卷轴射击游戏。玩家控制着搭乘着飞机的男爵（2P為馬克斯），射击空中的飞行物，並向該關卡的目標（如軍營或軍艦）投放炸彈